# Histoire(s) du cinéma
Pour plus de détails, voir Fiche technique et Distribution.
Histoire(s) du cinéma est un film expérimental de Jean-Luc Godard, débuté en 1988 et achevé dix ans plus tard, en 1998. Il est divisé en huit chapitres.
Considérée comme l'une des œuvres les plus complexes et les plus difficiles à interpréter de toute la filmographie de Jean-Luc Godard, Histoire(s) du cinéma va du cinéma à la littérature, de la peinture à la science et représente probablement le point culminant de la réflexion incessante de l'artiste parisien sur son activité de cinéaste et surtout sur le rôle et l'importance du cinéma.
Il tente de composer sa vision personnelle de l'histoire du cinéma à partir d'images de films classiques de l'histoire ; il modifie le sens et change le contexte du film original ; il ne cherche pas à raconter une histoire qui se présente comme objective, mais construit une généalogie en inventant de nouvelles relations entre le son, les images, les textes et les noms pour parler de sa propre histoire du cinéma et inciter le spectateur à créer la sienne.
Le thème central de l'œuvre est de comprendre comment le cinéma s'est entremêlé avec l'histoire, ou plutôt avec les histoires. C'est pourquoi l'expression Histoire(s) du cinéma signifie à la fois « l'historiographie du cinéma », « les historiographies du cinéma », « l'histoire du cinéma » et « les histoires du cinéma ».
Le premier épisode est présenté hors compétition au Festival de Cannes 1988. Neuf ans plus tard, il est présenté dans la section Un certain regard au festival de Cannes 1997.

## Épisodes
Histoire(s) du cinéma est constitué de quatre chapitres, chacun divisé en deux parties, composant ainsi huit épisodes. Les deux premiers épisodes, Toutes les histoires (1988) et Une histoire seule (1989) durent respectivement 51 et 42 minutes ; les six épisodes suivants, réalisés en 1997 - 1998, durent chacun moins de 40 minutes.
- 1(a) : 51 min.
  - Toutes les histoires (1988) : Pour Mary Meerson et pour Monica Tegelaar
- 1(b) : 42 min.
  - Une histoire seule (1989) : Pour John Cassavetes et pour Glauber Rocha
- 2(a) : 26 min.
  - Seul le cinéma (1997) : Pour Armand J. Cauliez et pour Santiago Alvarez
- 2(b) : 28 min.
  - Fatale beauté (1997) : Pour Michèle Firk et pour Nicole Ladmiral
- 3(a) : 27 min.
  - La monnaie de l’absolu (1998) : Pour Gianni Amico et pour James Agee
- 3(b) : 27 min.
  - Une vague nouvelle (1998) : Pour Frédéric C. Froeschel et pour Nahum Kleiman
- 4(a) : 27 min.
  - Le contrôle de l’univers (1998) : Pour Michel Delahaye et pour Jean Domarchi
- 4(b) : 38 min.
  - Les signes parmi nous (1998) : Pour Anne-Marie Miéville et pour moi-même

### Chapitre 1(a):Toutes les histoires
« Ne rien changer pour que tout soit pareil » Chapitre dédié à Marie Meerson et Monica Tegelar. Il y a la présence continue de Godard lui-même, seul point commun de tout le film, qui écrit, tape, lit, feuillette, comme un artisan solitaire. Godard ouvre son anthologie de l'histoire des histoires du cinéma avec le protagoniste de Fenêtre sur cour, James Stewart, qui est en gros plan avec un téléobjectif. Il utilise ce fragment comme introduction à une histoire audiovisuelle du cinéma, pour évoquer un certain nombre de motifs différents et en même temps une multiplicité d'histoires possibles. La photographie est évoquée comme l'ancêtre du cinéma, ce qui conduit directement à une réflexion liée au concept benjaminien de reproductibilité technique. Deuxièmement, le concept de photographie nous conduit à une réflexion sur la division de la vision en deux figures différentes : l'œil de James Stewart et l'objectif. Le cinéma est un monde inscrit dans l'histoire de la perception, ce qui suggère son rôle fondamental dans l'extension de l'expérience visuelle des êtres humains. La fonction du téléobjectif godardien est comme un « télescopage du passé à travers le présent ». Il met en lumière ce qui a disparu à jamais et rappelle la condition que partagent le personnage de James Stewart et le spectateur, tous deux contraints à l'immobilité. Godard élabore une méthode d'introduction à une véritable histoire du cinéma qui fonctionne à la fois au pluriel et au singulier. Histoires multiples dont les composantes sont aussi bien « là où l'on était, il faut que j'arrive » que la référence freudienne « là où était le Ça, il faut qu'il devienne Moi ».
Outre l'insertion banale de références et de clins d'œil, le réalisateur fait des références à ses propres œuvres. Ces « autocitations » sont présentées non seulement parce que Godard, sans fausse modestie, sait qu'il fait lui-même partie de l'histoire du cinéma, mais parce que, au sens inverse, celle-ci n'existe pour lui que dans son histoire privée. Non pas une véritable histoire, donc, mais une mémoire libre et personnelle, qui procède par juxtapositions impromptues de mots et de concepts, par analogies et références affectives, échos et rimes visuelles, doublée par l'écriture fréquente, souvent retouchée et transformée. Le langage de la mémoire est le langage de la vidéo, la mémoire actuelle du cinéma, elle est peut-être lacunaire et brumeuse mais personnelle, possédée à la maison, comme les livres de la bibliothèque.
Le langage de la mémoire, libre et personnel, procède par juxtaposition, images flash. On aperçoit Hitler, protagoniste du XXe siècle, puis un panneau indiquant Treblinka, et depuis un train, un homme conscient de ce vers quoi il se dirige. Cela amène une réflexion sur l'histoire, résultat du flux d'une mémoire, d'une méditation et d'un discours libre. La légende d'Hollywood apparaît et à partir de là commence une réflexion sur le magnat d'Hollywood Irving Thalberg et le monde du cinéma comme fabrique de rêves éphémères face aux événements historiographiques de tout le XXe siècle.
L'histoire du cinéma est aussi l'histoire des femmes ; les deux grandes histoires s'entremêlent, l'histoire du sexe et l'histoire de la mort. Il transforme le rouge des lèvres d'une diva en rouge du sang et de la mort. Le cinéma a toujours raconté la guerre, il est même une industrie de la guerre, mais il n'a pas filmé les camps d'extermination, contrairement à des peintres comme Goya ou Rembrandt. Les Italiens devaient se racheter avec Rome, ville ouverte (1945) car la guerre est aussi une fiction contre la réalité. La pureté du cinéma était sa capacité à représenter la réalité, mais c'était trop grossier et les gens préféraient brûler dans l'imaginaire pour réchauffer le réel. Parce que le cinéma, comme l'art, est une histoire de grandes œuvres et de grands auteurs, de pères fondateurs, Griffith, Stroheim, Vertov, Eisenstein, Dreyer, etc. et dans une position particulière, Hitler et Staline. Cela nous amène à réfléchir sur le manque d'influence du cinéma, en tant que moyen de persuasion, dans la réflexion sur la grande histoire. « Il faut protéger les morts avec trois vivants » sera l'entreprise d'Histoire(s) du cinéma, la télévision, Hollywood et la modernité étant l'ennemi numéro un. « Ce que les films d'actualité nous disent, c'est rien ». « De toute cette histoire, nous pouvons faire un souvenir, c'est le seul que nous pouvons projeter et c'est tout ce que nous pouvons faire. Mais la grande histoire n'a jamais été racontée ».
L'apparition dit que lorsque tout a disparu, il reste quelque chose : lorsque tout a disparu, le manque fait apparaître l'essence de l'être, qui doit être encore là où elle cesse d'être puisqu'elle se cache. « Obscurité oh ma lumière ».

### Chapitre 1(b):Une histoire seule
Analyse de la solitude à la fois cinématographique et historiographique.
Les deux grandes histoires sont le sexe et la mort.
- Une industrie de la mort — Le cinéma, comme le christianisme, ne repose pas sur une vérité historique. Il nous donne un récit, une histoire, et nous dit : « et maintenant, croyez ! »

1. L'image viendra au temps de le résurrection
2. Une industrie de l'évasion
3. L'héritage de la photo
4. À l'ombre des jeunes filles en fleurs

### Chapitre 2(a):Seul le cinéma
Godard se présente à nouveau et donne vie à une nouvelle histoire qui commence par une conversation entre le réalisateur et le critique Serge Daney (dont la voix est amplifiée jusqu'à devenir un écho, de sorte qu'elle représente le temps écoulé depuis les épisodes précédents) en 1988, peu de temps après la sortie du premier chapitre.
Le choix du titre Seul le cinéma s'explique dès les premières images : il s'agit d'une comparaison entre les différentes histoires, celle du cinéma, celle de la littérature et celle de l'art, afin de faire ressortir l'une des spécificités de l'art cinématographique, à savoir qu'il est plus grand que les autres histoires parce qu'il se projette lui-même.
Dans cet épisode, le cinéma est vécu comme un voyage. Julie Delpy lit intégralement Le Voyage de Charles Baudelaire, tandis que des images de La Nuit du chasseur et des œuvres artistiques de William Turner, Georges Seurat, Gustav Klimt et Toulouse-Lautrec défilent en arrière-plan.
Enfin, Godard affirme que le cinéma est le seul moyen pour lui de raconter et de réaliser qu'il a une histoire à lui ; et en conclusion, il s'attarde sur la capacité du cinéma à rendre tout possible en affirmant par le biais de sous-titres que « Le cinéma autorise Orphée à se retourner sans faire mourir Eurydice ».

### Chapitre 2(b):Fatale beauté
Il y a aussi de la fatalité dans tout cela, d'où le titre du quatrième épisode, Fatale beauté. Dans le fait même de l'acte cinématographique, il y a quelque chose de physique et de métaphysique.
Fatale beauté commence par une référence au film de Robert Siodmak, Passion fatale, avec Ava Gardner, inspiré par Le Joueur de Fiodor Dostoïevski,. Cet épisode souligne le fait que l'histoire de la beauté, au cinéma comme en peinture et en littérature, a toujours été celle des femmes et non des hommes, ce sont d'ailleurs toujours les hommes qui ont filmé les femmes, et cela a été en quelque sorte fatal à cette histoire.
Godard apparaît cette fois dans son studio, seul, un cigare à la bouche, absorbé dans ses pensées, et nous parle du lien entre le cinéma et la photographie, en soulignant la relation que le médium cinématographique entretient avec la représentation de la mort et de la beauté, et il le fait en utilisant la figure de la femme fatale. Il affirme en effet que le cinéma n'est ni un art ni une technique, mais un mystère comme la beauté fatale de divas telles qu'Ava Gardner, Lauren Bacall et Hedy Lamarr.
Sabine Azéma apparaît dans cet épisode, tentant de définir la beauté de ce « monde lointain et éloigné » en interprétant un texte philosophique sur ce sujet,.

### Chapitre 3(a):La Monnaie de l'absolu
Le cinquième épisode d'Histoire(s) est le plus pessimiste des huit épisodes, mais aussi le plus politique, avec lequel Godard annonce la mort du cinéma.
Le réalisateur aborde le sujet d'un point de vue géopolitique ; se référant également aux épisodes précédents de l'œuvre, il mêle les suggestions de la photographie, de l'histoire de l'art et de la littérature dans un discours visant à esquisser les différents profils des principaux cinémas du monde (américain, français, allemand, anglais, italien), pour finalement décider lequel est le meilleur. Selon Godard, c'est le cinéma italien, qui doit son inimitable force expressive en partie à l'histoire et en partie à la poésie inhérente à la langue italienne : le cinéma italien a été le seul à réaliser un véritable film de résistance, Rome, ville ouverte.
Godard voulait parler de ces thèmes qui ont trait à l'aspect fatal, à l'absolu. Le titre est tiré d'un livre d'art d'André Malraux, La Monnaie de l'absolu. Le texte est accompagné d'images de guerre tirées de films et de peintures. La relation entre la faiblesse du monde contemporain et celle du cinéma est établie ; le cinéma est incapable de résister à la vague de l'histoire, désormais surclassée par le spectacle médiatique. L'épisode se termine sur les notes de la chanson La nostra lingua italiana de Richard Cocciante.
L'épisode est dédié à Gianni Amico, James Agee, Frédéric C. Froeschel et Naum Kleiman.

### Chapitre 3(b):Une vague Nouvelle
Godard évoque la figure d'Henri Langlois, fondateur de la Cinémathèque française, et la naissance de la Nouvelle Vague.
À partir du jeu de mots qui donne son titre à ce fragment d'Histoires du cinéma, Godard introduit le discours sur le pouvoir affabulateur que possède le cinéma, celui de créer des mondes nouveaux et des réalités parallèles et surtout d'y faire croire le spectateur. La différence est subtile entre la Nouvelle vague, mouvement cinématographique français qui a vu exploser le talent de Godard, entre autres, à la fin des années 1950, et une « vague nouvelle », récit imprécis, flou, à la manière du réalisateur, toujours chaotique, volcanique, parfois même contradictoire, certain seulement de n'avoir aucune certitude.
Ce chapitre, d'une durée de 27 minutes, se développe aussi esthétiquement comme les cinq précédents de l'œuvre : des fragments de films passés dont Godard s'inspire pour son discours sont cités tandis que la voix hors champ du réalisateur commente, explique, phrase, suggère, crée et défait l'atmosphère et les tonalités d'un monologue vague au cours duquel l'image de Godard lui-même apparaît aussi de temps en temps. Les croisements avec les épisodes précédents d'Histoires sont de plus en plus fréquents.

### Chapitre 4(a):Le Contrôle de l'univers
Le septième épisode est consacré à Michel Delahaye et Jean Domarchi.
Dans la première partie de l'épisode, beaucoup plus littéraire que visuelle, Godard réfléchit et s'interroge sur la nature du pouvoir. Le réalisateur commence à tirer les conclusions de ses recherches sur le sens et l'histoire du cinéma, en citant ses références artistiques (Alfred Hitchcock, Roberto Rossellini, Carl Theodor Dreyer, Robert Bresson) et en les reliant aux discours laissés en suspens dans les épisodes précédents. Si le cinéma contrôle l'univers, il est essentiellement Dieu.
Hitchcock, dit Godard, a un poids plus sensible pour notre civilisation d'aujourd'hui que des figures comme Alexandre le Grand ou Jules César.

### Chapitre 4(b):Les signes parmi nous
Le huitième épisode est une sorte d'épilogue à Histoire(s).
Les signes parmi nous sont des signes non expliqués, mais diffusés par le cinéma. Tout est en mouvement, les états et l'Europe meurent. L'auteur met ainsi l'accent sur l'immortalité de l'art et surtout des images fortes ; l'épisode se clôt alors sur son image superposée à une rose jaune. Cette rose se transforme à son tour, jusqu'à ce que, à la fin, l'écran alterne entre l'image en noir et blanc de Godard et l'image en couleur du tableau de Francis Bacon, Étude pour le portrait de Van Gogh, datant de 1957.

## Fiche technique
- Réalisation, scénario et montage : Jean-Luc Godard
- Narration : Jean-Luc Godard
- Musique : Paul Hindemith, Arvo Pärt, Ludwig van Beethoven, Giya Kancheli, Béla Bartók, Franz Schubert, Igor Stravinsky, Johann Sebastian Bach, John Coltrane, Leonard Cohen, Otis Redding, Dmitri Chostakovitch, Anton Webern, Dino Saluzzi, David Darling, Gustav Mahler, Léo Ferré
- Photographie : Pierre Binggeli, Hervé Duhamel
- Sociétés de production : Canal+, CNC, France 3, Gaumont, La Sept, Télévision suisse romande, Vega Films
- Société de distribution : Gaumont
- Langues originales : français, anglais
- Date de diffusion : 
  - France : 7 mai 1989

## Production
Les épisodes 2A et 2B, Seul le cinéma et Fatale beauté, sont composés en 1993. Seul le cinéma est centré autour d'une conversation entre Godard et le critique Serge Daney filmée en 1988 sur le projet de Godard et l'idée de la mort du cinéma. Les deux épisodes sont présentés pour la première fois à New York en janvier 1994.

## Films référencés et cités
Histoire(s) du cinéma est en grande partie composé de citations visuelles de films, plus ou moins reconnaissables et explicitement nommés. Céline Scemama, maitre de conférence à l'Université Paris 1, auteur de Histoire(s) du cinéma de Jean-Luc Godard: la force faible d'un art, a établi la liste des films et des citations littéraires utilisés dans la série. Voici quelques films parmi les centaines d'œuvres citées :
Liste des films cités dans Toutes les histoires
- Fenêtre sur cour (Rear Window) (Alfred Hitchcock, 1954)
- Monsieur Arkadin (Orson Welles, 1955)
- Le Pré de Béjine (Sergueï Eisenstein, 1935-1937)
- Les Temps modernes (Charles Chaplin, 1936)
- La Cinquième Victime (Fritz Lang, 1956)
- Le Voyeur (Michael Powell, 1960)
- Nick's Movie (Wim Wenders et Nicholas Ray, 1980)
- Pierrot le Fou (Jean-Luc Godard, 1965)
- King Kong (Merian C. Cooper et Ernest B. Schoedsack, 1933)
- La Chute d'un caïd (Budd Boetticher, 1960)
- Le Tombeau hindou (Fritz Lang, 1959)
- Furie (Brian De Palma, 1978)
- Faust (F. W. Murnau, 1926)
- Tous en scène (Vincente Minnelli, 1953)
- La Règle du jeu (Jean Renoir, 1939)
- Les Amants crucifiés (Kenji Mizoguchi, 1954)
- Les Hommes le dimanche (Robert Siodmak et Edgar G. Ulmer, 1929)
- L’Ennemi public (William Wellman, 1931)
- Le Lys brisé (D. W. Griffith, 1919)
- L’Ange des maudits (Fritz Lang, 1952)
- Alexandre Nevski (Sergueï Eisenstein, 1938)
- Le Guépard (Luchino Visconti, 1963)
- Le Cuirassé Potemkine (Sergueï Eisenstein, 1925)
- La Grève (Sergueï Eisenstein, 1925)
- Les 39 marches (Alfred Hitchcock, 1935)
- Le Carrosse d'or (Jean Renoir, 1952)
- La Nuit du chasseur (Charles Laughton, 1955)
- La Mort aux trousses (Alfred Hitchcock, 1959)
- La Veuve joyeuse (Erich von Stroheim, 1925)
- The Admirable Crichton (en) (G. B. Samuelson (en), 1918)
- La Foule (King Vidor, 1928)
- La Monstrueuse Parade (Tod Browning, 1932)
- Les Rapaces (Erich von Stroheim, 1923)
- Une nuit à l'opéra (Sam Wood 1935)
- Ben-Hur (Fred Niblo, 1926)
- La Chair et le diable (Flesh and the Devil) (Clarence Brown, 1927)
- Le Vent d’est (Groupe Dziga Vertov, 1969)
- One +One (Jean-Luc Godard, 1968)
- Passion (Jean-Luc Godard, 1982)
- La Marque du vampire (Tod Browning, 1935)
- Les Dix commandements (Cecil B. DeMille, 1956)
- Naissance d'une nation (D. W. Griffith, 1915)
- Intolérance (D. W. Griffith, 1916)
- Pour l'humanité (Holubar, 1918)
- Lady Be Good (Busby Berkeley, 1941)
- La Charge victorieuse (John Huston, 1951)
- La Télégraphiste de Lonedale (D. W. Griffith, 1911)
- L'Invisible Ennemi (D. W. Griffith, 1912)
- La Chute de la dynastie des Romanov (Esther Choub, 1925)
- Kino-pravda (Dziga Vertov, 1922)
- La Ligne générale (Sergueï Eisenstein, 1929)
- Tempête sur l’Asie (Vsevolod Poudovkine, 1929)
- La Nouvelle Babylone (Grigori Kozintsev et Leonid Trauberg,1929)
- Les Lumières de la ville (Charles Chaplin, 1931)
- Sauve qui peut (la vie) (Jean-Luc Godard, 1979)
- Les Fantastiques Années 20 (Raoul Walsh, 1939)
- Seuls les anges ont des ailes (Howard Hawks, 1939)
- Citizen Kane (Orson Welles, 1941)
- Scarface (Howard Hawks, 1932)
- Pour toi j’ai tué (Robert Siodmak, 1948)
- Viva villa (Jack Conway, 1934)
- L’enfer est à lui (Raoul Walsh, 1949)
- Le Grand Sommeil (Howard Hawks, 1946)
- Les Aventures de Robinson Crusoé (Luis Buñuel, 1952)
- Le Banni (Howard Hughes, 1941)
- Les Coulisses de Broadway (James V. Kern, 1951)
- Jour de colère (Carl Theodor Dreyer, 1943)
- Gilda (Charles Vidor, 1946)
- La Parole (Carl Theodor Dreyer, 1955)
- Le Marchand de Venise (Orson Welles, 1969)
- Don Quichotte (Orson Welles, 1957-1975, film inachevé)
- Othello (Orson Welles, 1952)
- Voyage au pays de la peur (Norman Foster, 1942)
- Vérités et Mensonges (Orson Welles,1973)

Références dans la bande son
- Cris et Chuchotements (Ingmar Bergman, 1972)
- Boudu sauvé des eaux (Jean Renoir, 1932)
- L'Année dernière à Marienbad (Alain Resnais, 1961)
- La Femme à abattre (Bretaigne Windust, 1951)
- La Comtesse aux pieds nus (Joseph L. Mankiewicz, 1954)
- Une nuit à l’opéra (Sam Wood, 1935)
- Blanche-Neige et les Sept Nains (Snow White and the Seven Dwarfs)
- Chasse à l'homme (Man Hunt)
- La Comtesse aux pieds nus (The Barefoot Contessa)
- Les Damnés de l'océan (The Docks of New York)
- Les Enchaînés (Notorious)
- La Nuit du chasseur (Night of the Hunter)
- La Passion de Jeanne d'Arc (Passion of Joan of Arc), que Godard avait déjà utilisé dans Vivre sa vie
- Un roi à New York (A King in New York)
- Seuls les anges ont des ailes (Only Angels Have Wings)
- Le Voleur de bicyclette (Ladri di biciclette)
- Le Rayon vert
- Un Américain à Paris (An American in Paris)

## DVD
- Édition DVD, Gaumont, 2007.

## Publications

### Ouvrages
- Jean-Luc Godard, Histoire(s) du cinéma, 4 volumes, Gallimard, 1998
- Jacques Aumont, Amnésies. Fiction(s) du cinéma d'après Jean-Luc Godard, P.O.L., 1999
- Céline Scemama, Histoire(s) du cinéma de Jean-Luc Godard. La force faible d’un art, Paris, L’Harmattan, 2006 (ISBN 2-296-00728-7)
- (it) Alberto Farassino, Jean-Luc Godard, Milan, Il Castoro, 1996
- (it) Jean-Luc Godard, Introduzione alle vera storia del cinema, Rome, Editori Riuniti, 1992
- (it) Suzanne Liandrat-Guigues et Jean-Louis Leutrat, Godard. Alla ricerca dell'arte perduta, Gênes, Le Mani, 1998
- Antoine de Baecque, Godard : Biographie, Paris, Fayard/Pluriel, coll. « Grand Pluriel », 2011 (1re éd. 2010), 960 p. (ISBN 978-2-8185-0132-0)

### Articles
- Christian  Delage, « Godard Jean-Luc, Histoires(s) du cinéma ; Jean-Luc Godard par Jean-Luc Godard », Vingtième Siècle. Revue d'histoire, vol. 64, no 1,‎ 1999, p. 145-148 (lire en ligne)
- Jonathan Rosenbaum, « Bande-annonce pour les Histoire(s) du cinéma de Godard », Trafic, no 21,‎ mars 1997
- (it) Monica Dall'Asta, « La storia (im)possibile. Ancora su Histoire(s) du cinéma », La valle dell'Eden, vol. 12-13,‎ 2004